# Faceci jak my
Faceci jak my (niem. Männer wie wir, ang. Guys and Balls) – niemiecki komediodramat z 2004 roku w reżyserii Sherry Hormann.
Film traktuje o losach Eckiego, bramkarza-homoseksualisty, który zakłada złożoną wyłącznie z gejów drużynę piłkarską, by skonfrontować ją z teamem, z którego został wydalony z pobudek homofobicznych.
Zdjęcia do filmu kręcono w Kolonii i Dortmundzie. Światowa premiera filmu odbyła się 16 maja 2004 roku w trakcie Cannes Film Market.

## Festiwale filmowe
Film zaprezentowano podczas następujących festiwali filmowych:
- 2004: Francja − Cannes Film Market
- 2005: Stany Zjednoczone − Miami Gay and Lesbian Film Festival
- 2005: Stany Zjednoczone − San Francisco International Lesbian and Gay Film Festival
- 2005: Stany Zjednoczone − Philadelphia International Gay and Lesbian Film Festival
- 2005: Stany Zjednoczone − Reel Affirmations International Gay and Lesbian Film Festival
- 2005: Stany Zjednoczone − Portland Gay and Lesbian Film Festival
- 2005: Stany Zjednoczone − L.A. Outfestmila
- 2006: Stany Zjednoczone − Cleveland International Film Festival
- 2006: Francja − Grenoble Gay and Lesbian Film Festival
- 2006: Francja − Pantin Gay Night
- 2006: Hiszpania − Mostra Internacional de Cinema Gay i Lèsbic de Barcelona
- 2006: Włochy − Milan International Lesbian and Gay Film Festival

## Nagrody i wyróżnienia
- L.A. Outfest, 2005:
  - Nagroda Audiencji w kategorii Outstanding Narrative Feature (nagrodzona: Sherry Horman)
- Milan International Lesbian and Gay Film Festival, 2006:
  - nagroda w kategorii najlepszy film (Sherry Horman)